# Чингиз Догу
Чингиз Догу (1 августа 1945 — 14 ноября 2019) — поэт, журналист, активист против расизма, бежавший из Турции в Германию. 

## Жизнь
В юношестве Чингиз Догу обучался в школе в Измире и с 1965 по 1974 гг. изучал турецкий язык и литературу в Стамбуле. Догу начал интересоваться политикой с 1966 года, идеологически сблизился с Партией рабочих Турции и стал одним из основателей «Студенческой ассоциации турецких наук».
После Государственного переворота в Турции 1971 г. все студенческие организации были запрещены, и Чингиза Догу посадили в тюрьму на 20 дней. Он служил в армии два года, с 1975 по 1977 гг. В этом же году его обучение в университете было приостановлено. После этого Догу работал корректором газеты и в 1978 г. иммигрировал в Германию. Несколько месяцев спустя он вернулся в Турцию, однако, после очередного кровавого государственного переворота 1980 г. Догу стал опасаться за свою жизнь и окончательно иммигрировал в Германию.
С 1981 по 1988 гг. Догу провёл в лагере беженцев в городке Нойбург-на-Дунае (нем. Neuburg an der Donau), где он написал книгу стихов «Лагерь не сравнится с подземельем Анатолии» (Das Lager gleicht nicht den Kerkern Anatolien). Так как его заявление о предоставлении статуса беженца было отклонено немецкими властями, Догу на протяжении многих лет ожидал депортацию в Турцию. Многие немецкие организации и жители Германии поддерживали его право остаться в стране и даже собирали подписи на улицах Нойбурга-на-Дунае. В 1989 году Догу женился на Лили Шлумбергер, которая в то время занимала пост пресс-секретаря баварского Совета по делам беженцев, и переехал к ней в баварский город Дахау. В 1991 году его статус беженца был официально признан властями. В 1997 году Догу получил немецкое гражданство.
Чингиз Догу выступал с многочисленными чтениями и докладами на тему прав человека и беженцев, против расизма и дискриминации. Он зарабатывал на жизнь, трудясь на складе. Совместно с писателями Освальдо Байером (Аргентина) и Урсом Фихтнером (Германия) Догу написал сценарий к короткометражному документальному фильму «Убежище» (1984) (нем. Asyl). Этот фильм был показан на Международном фестивале кинематографических школ Мюнхена (Internationales Festival der Filmhochschulen München) и был отмечен Призом немецких кинокритиков на Международном фестивале короткометражных фильмов в городе Оберхаузен (Internationale Kurzfilmtage Oberhausen).
В 1989 году Догу вступил в немецкий союз писателей Verband deutscher Schriftstellerinnen und Schriftsteller. В дальнейшем он участвовал в мюнхенской группе союза Werkkreis Literatur der Arbeitswelt . Догу регулярно принимал участие в мероприятиях мемориального комплекса бывшего концентрационного лагеря Дахау, куда на ежегодные праздники освобождения приезжали бывшие заключенные из стран Советского Союза.
Чингиз Догу умер в Дахау после длительной болезни 14 ноября 2019 года и был похоронен на кладбище Вальдфридхоф в Дахау.

## Поэзия
Лирические стихи и в проза Догу, написанные на турецком и немецком языках, наполнены размышлениями и воспоминаниями о своем опыте бегства, пребывании в лагере, расовой дискриминации. В 1988 году Догу опубликовал сборник стихов «Лагерь не сравнится с подземельем Анатолии» (Das Lager gleicht nicht den Kerkern Anatolien). Догу пишет, что люди "бегут, когда стервятники начинают свою охоту за людьми", "когда голоса пыток звучат громче, чем смех". Его стихотворение «Почему Вы сбежали из своей страны» (Warum sind Sie aus Ihrem Land geflüchtet?) было опубликовано во многих изданиях.
За семь лет пребывания в лагере для беженцев в Нойбурге-на-Дунае Догу написал стихи, в которых он описывал свое убежище, а также свою тоску по доме и свободе. В его стихах раскрываются темы любви, жизни и смерти. Так, он противопоставляет долгие ночи в лагере «маленьким, тесным камерам подземелья турецкой Анатолии, в которых «кровоточит все человеческое». Лес возле Дуная, с которым он сблизился за три с половиной года, также отображен в сборнике стихов «Нойбургские песни» (Neuburg Lieder). Как и этот лес, Догу чувствует себя привязанным к одному месту:
«…Три с половиной года знакомы мы с этим лесом,
на берегу Дуная, лето-зима, весна-осень,
он не может уйти и я — тоже; я — беженец.
Его любовь меняется с временами года,
от восхищения он зеленеет,
от грусти — желтеет;
моя же любовь скрыта в тайне бесконечной песни.
Мы оба постоянно меняемся,
в вечно текущем ветре перемен,
мы оба — часть незаконченного рассказа».'
Спустя двадцать лет после публикации первого сборника стихов «Лагерь не сравнится с подземельем Анатолии» (Das Lager gleicht nicht den Kerkern Anatolien) вышло его второе (расширенное) издание.

### Сборники стихов
- Das Lager gleicht nicht den Kerkern Anatoliens. Benzemiyor Anadolu hapishanelerine Neuburg’un mülteci kampı. Gedichte zweisprachig, Deutsch und Türkisch, Übersetzung Herbert Kugler, Verlag Schanzer Journal, Ingolstadt 1988. Zweite korrigierte und erw. Aufl. übers. v. Cengiz Dogu, Herbert Kugler und Lili Schlumberger-Dogu, Frieling, Berlin 2008, ISBN 978-3-8280-2602-5
- Neuburg-Lieder, Edition Pergamon, Selbstverlag, Dachau 1998
- Der Mensch, Books on Demand, Norderstedt 2009, ISBN 978-3-8370-3525-4
- Flüchtlinge: Die Straßenkinder der Menschheit. Books on Demand, Norderstedt 2009, ISBN 978-3-8370-8117-6

### Публикации в сборниках
- Bericht aus Mamak. In: Anja Tuckermann (Hrsg.): In die Flucht geschlagen : Geschichten aus dem bundesdeutschen Asyl (= Sammlung Luchterhand. Nr. 0852). Luchterhand Literaturverlag, Frankfurt am Main 1989, ISBN 978-3-630-61852-4, S. 144—150.
- Warum sind Sie aus Ihrem Land geflüchtet. In: Anja Tuckermann (Hrsg.): In die Flucht geschlagen : Geschichten aus dem bundesdeutschen Asyl (= Sammlung Luchterhand. Nr. 0852). Band 0852. Luchterhand Literaturverlag, Frankfurt am Main 1989, ISBN 978-3-630-61852-4, S. 151—157.

### Сценарий к фильму
- Убежище (Asyl), Dokumentarfilm; Kurzfilm 1984; Regie: Friedrich Klütsch